# Bpifrance
Bpifrance ist eine staatliche, französische Investitionsbank zur Finanzierung von Projekten französischer Unternehmen. Der Name leitet sich ab aus „Banque publique d'investissement“. Die Bank richtet sich sowohl an kleinere und mittelständische, wie auch an größere Unternehmen. Sie unterhält im Land einschließlich der Übersee-Départements fünfzig Niederlassungen. Der Sitz ist südöstlich von Paris in der Stadt Maisons-Alfort.

## Geschichte
Die Gesellschaft wurde Ende 2012 durch den Zusammenschluss von drei Vorgängergesellschaften bzw. Teilen davon gegründet: Oséo, Caisse des Dépôts und Fonds stratégique d'investissement. Die Vorgänger verfolgten weitgehend ähnliche Zielsetzungen. Die zuvor zersplitterten Aktivitäten sollten so gebündelt und in ihrer Wirkung verstärkt werden. Gesellschafter sind jeweils zur Hälfte die staatliche Caisse des Dépôts und der Staat über die Zwischengesellschaften EPIC bzw. APE.

## Geschäftstätigkeit
Bpifrance finanziert und unterstützt Unternehmen mit Krediten, Garantien, Innovationsunterstützung und Eigenkapital. Zu finanzierende Projekte können dem Unternehmenswachstum dienen, sie können eine Folge der Umwelt- oder Energiewende sein, sie können Innovationen beinhalten oder sie können die Internationalisierung der Geschäftstätigkeit des Antragstellers voranbringen. Außerdem bietet Bpifrance Exportfinanzierungen an. Neben den Finanzierungsgeschäften bietet Bpifrance in Zusammenarbeit mit Beratungsunternehmen und Schulungsorganisationen Unterstützungslösungen an, die auf Start-ups sowie klein- und mittelständische Unternehmen zugeschnitten sind.

## Finanzierung
Bpifrance untersteht direkt der Aufsicht der Europäischen Zentralbank (EZB). Sie finanziert sich auf dem allgemeinen Kapitalmarkt. Bei einer Eigenkapitalquote von über 25 % und staatlicher Trägerschaft genießt sie ein sehr gutes Rating bei den internationalen Agenturen.

## Mitgliedschaften
Sie ist Mitglied im International Forum of Sovereign Wealth Funds (IFSWF) und hat sich damit verbunden auch den Santiago-Prinzipien für angemessenes Handeln und ordentlicher Geschäftstätigkeit verschrieben.